# Ysengrinia
Ysengrinia — викопний рід хижих ссавців з родини амфіціонових, які жили в Європі, Азії та Північній Америці під час раннього міоцену.
У Північній Америці Ізенгрінії були частиною фауни приблизно від 23 до 18 млн років, коли місцеві більші креодонти та хижі тварини (включаючи Daphoenus) були замінені видами, що емігрували з Євразії. Рід закріпився на всьому континенті; разом із широким поширенням скам'янілостей у всьому світі, це говорить про гнучкість звичок Ізенгрінії. Північноамериканські викопні відкладення свідчать про те, що особини часто жили чи знаходили їжу вздовж річок і біля водойм.